# Tilloloy
Tilloloy település Franciaországban, Somme megyében. Lakosainak száma 327 fő (2022. január 1.). Tilloloy Conchy-les-Pots, Beuvraignes, Bus-la-Mésière, Dancourt-Popincourt és Laucourt községekkel határos.

## Népesség
A település népessége az elmúlt években az alábbi módon változott:
| Lakosok száma | 347  | 349  | 359  | 353  | 350  | 349  | 346  | 337  | 327  |
|               | 2013 | 2015 | 2016 | 2017 | 2018 | 2019 | 2020 | 2021 | 2022 |